# Tsumeb
Tsumeb   este un oraș  în  Namibia. Este reședința  regiunii Oshikoto.